# Jean Duvet

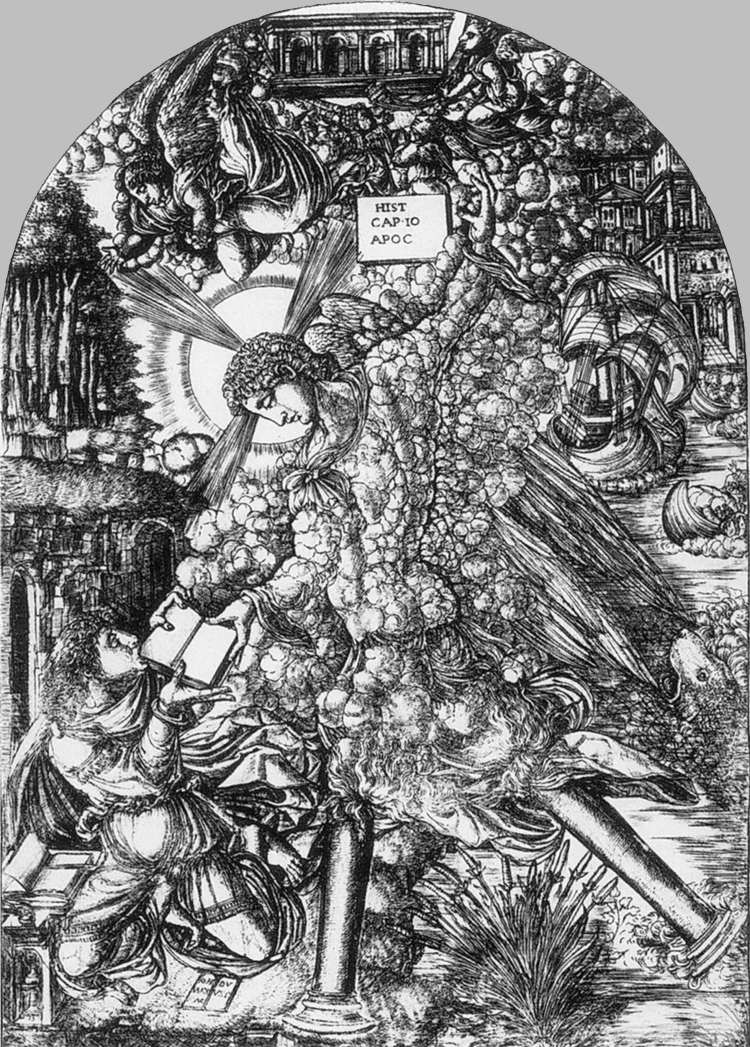
Ilustración del Apocalipsis (1561)

Jean Duvet, también conocido como Maestro del Unicornio (Maître à la licorne) (Langres o Dijon, 1485–Langres, 1561) fue un orfebre y grabador francés. 

## Biografía
Hijo de un orfebre borgoñón, se inició como grabador al buril en Dijon, en planchas de pequeño tamaño de temas generalmente bíblicos, que firmaba por entonces como I.D. Trasladado a Langres, recibió la influencia de Alberto Durero, Andrea Mantegna y Marcantonio Raimondi, así como de la escuela de Fontainebleau, con un estilo decorativo y estilizado. Compaginó su labor como grabador con la orfebrería, como su trabajo en las Entradas Reales de Langres (1521-1533). Convertido al protestantismo —formó parte del Consejo de los Doscientos de Ginebra—, desarrolló una concepción mística de la religión, que plasmó en el arte en su gusto por las alegorías.
Solo se conocen unos pocos grabados fechados y firmados por él, como la Anunciación (1520) o el Retrato de Enrique II. Su obra más relevante fue el Apocalipsis figurado (1546-1561), compuesta por 28 grabados. Destaca también la Historia del Unicornio (1560), seis planchas de corte fantástico que destacan por su expresividad y la minuciosidad en la ejecución. Al final de su carrera dejó varias obras inacabadas: La desesperación y suicidio de Judas y San Sebastián, san Antonio y san Roque.
Fue autor del relicario de la Catedral de Langres, destruido durante la Revolución francesa.